# Велика ромська облава
40°12′ пн. ш. 3°30′ зх. д. / 40.2° пн. ш. 3.5° зх. д.

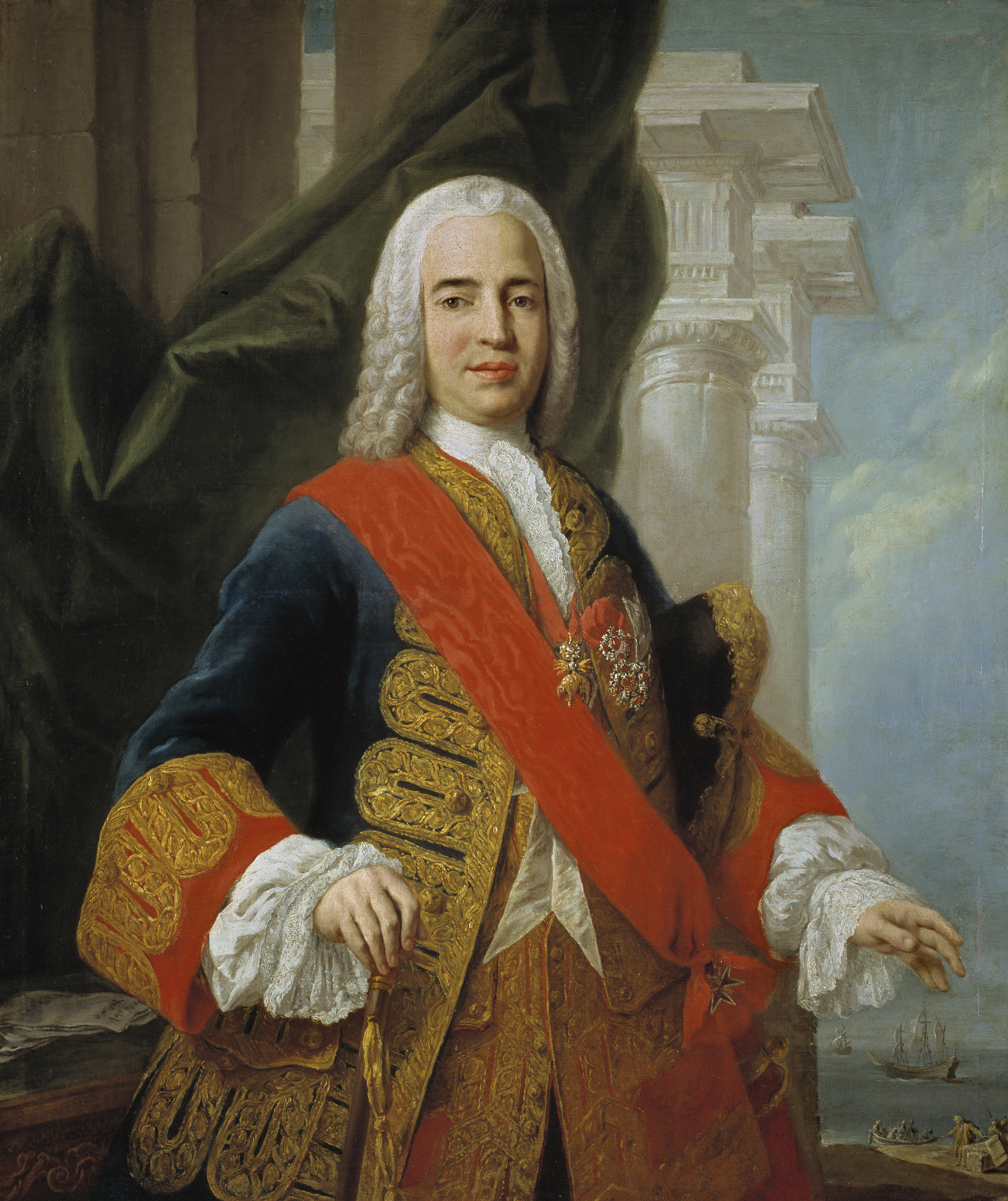
Портрет маркіза Ла Енсенада

Велика ромська облава, офіційно відома як великий рейд - спроба винищення ромів, які проживали в Іспанії. Проект, розроблений і керований маркізом Енсенада, міністром Фернандо VI, полягав у тому, щоб утримувати ромських чоловіків і жінок окремо, щоб вони не могли розмножуватися і таким чином досягти їхнього вимирання. Облава почалася рано вранці 31 липня 1749 року і тривало протягом наступних днів. Був другий етап, який розпочався на третьому тижні серпня (у Каталонії та в деяких містах, куди не дійшов початковий порядок ув'язнення, особливо в Малазі, Кадісі та Альмерії). Мануель Анхель дель Ріо Руїс з Севільського університету описав це як проект «культурного розпаду та винищення», тоді як Хосе Луїс Гомес Урданьєс з Ла-Ріохського університету вважав це проєктом геноциду. Антоніо Домінгес Ортіс уже заявляв про це в 1976 році: «Енсенада планував справжній геноцид».
Хоча план покінчити з «такою злою расою» провалився — «Ці люди, яких називають ромами, не мають релігії; посаджені у в'язницю, вони будуть навчені, і така нечестива раса буде знищена», — заявив Енсенада, який через п'ять років через серію палацових інтриг, які не мали нічого спільного з «Великим рейдом», за наказом короля Фердинанда VI буде звільнений і ув'язнений в Альгамбрі Гранади —  збитки, завдані «Великим рейдом», за словами Мануеля Мартінеса Мартінеса з Інституту досліджень Альмерії, були «не піддається обчисленню, оскільки спричинила глибокий розкол між двома громадами [циганами і не-циганами] та посилила бідність і маргіналізацію етнічної спільноти, яка була майже повністю осілою і перебувала в процесі повної інтеграції». Подібної оцінки дотримується Тереза Сан Роман з Автономного університету Барселони, яка стверджує, що «Великий рейд» спричинила травматичний розрив зв'язків між «кастильцями» та ромами, особливо з точки зору останніх, які побачили, що їхні зусилля зраджені.

## Фон
Хоча незабаром після прибуття на Піренейський півострів, зазвичай близько 1425 року, циган вітали, оскільки вони представлялися переслідуваними «християнськими паломниками», щоб вони могли вільно пересуватися групами від п'ятдесяти до ста осіб, незабаром вони були піддані «механізмам систематичного виключення та довільного соціального контролю» з «метою обмеження їх пересування та поселень, а також нейтралізації конкуренції між циганами та не-ромами в певних трудових нішах». Кульмінацією цієї політики став наказ про вигнання, виданий католицькими монархами в 1499 році, який був відновлений Філіпом II в 1537 році і Філіпом III в 1619 році.
«Наказуємо єгиптянам, які блукають по наших царствах і володіннях зі своїми дружинами та дітьми, щоб від дня, коли буде сповіщено і проголошено цей закон при дворі нашому, а також у містах, містечках і селищах, які є головними, і до шістдесяти днів після цього кожен з них жив відомими ремеслами, які він знає найкраще, будучи прив'язаним до тих місць, де він погодиться оселитися або зайняти житло панів, яким він служить, і давати їм те, чого вони потребують, і не повинні вони більше блукати разом у наших королівствах, як вони це роблять, або протягом шістдесяти днів після цього вони повинні покинути наші королівства і не повертатися до них ніяким чином, під загрозою, що якщо вони будуть знайдені або взяті там без ремесел або без панів разом, після зазначених днів, дати кожному з них сто ударів батогом вперше, і вигнати їх назавжди з наших королівств; А вдруге відрізати їм вуха, і тримати їх у кайданах шістдесят днів, і знову вигнати, як сказано, а втретє тримати їх у неволі у тих, хто їх захопить, довічно».— Real Pragmática de 1499, fechada en Medina del Campo, Novísima Recopilación, Libro XII, título XVI .

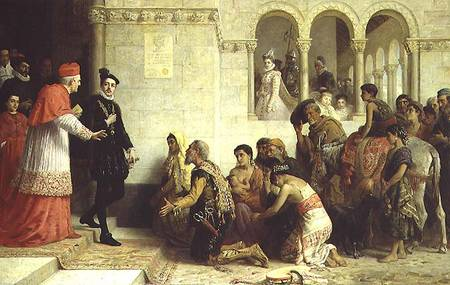
Історична картина Едвіна Лонга 1872 року, на якій зображена група ромів, які благають не виганяти їх.

Прецедент «Великої облави» стався під час правління Філіпа II, коли після того, як у 1539 році встановили покарання на галерах для ромів, вирішено замінити веслярів, втрачених після битви при Лепанто (7 жовтня 1571 року), загальний збір, в якому особливий наголос робився на захопленні всіх ромів чоловічої статі, придатних до володіння веслом. Після рейду взимку 1571—1572 років наказали, щоб ті, хто не був засуджений, служили на примусових роботах без оплати, а ті, хто був засуджений, служили добрими боясами (вільними веслярами) з невеликою платнею. Загальна кількість ромів, мабуть, сягала трьохсот осіб, хоча на галери відправили лише трохи менше сотні через сумніви багатьох муніципальних властей і численні прохання самих засуджених. Згодом, у 1637 році, галери потребували більше веслярів, щоб задовольнити нові потреби війни, тому знову вирішили провести масштабний рейд, щоб захопити якомога більше циганських чоловіків. 19 грудня 1639 року щонайменше півтисячі з них заарештували, а близько 200 відправили на галери.

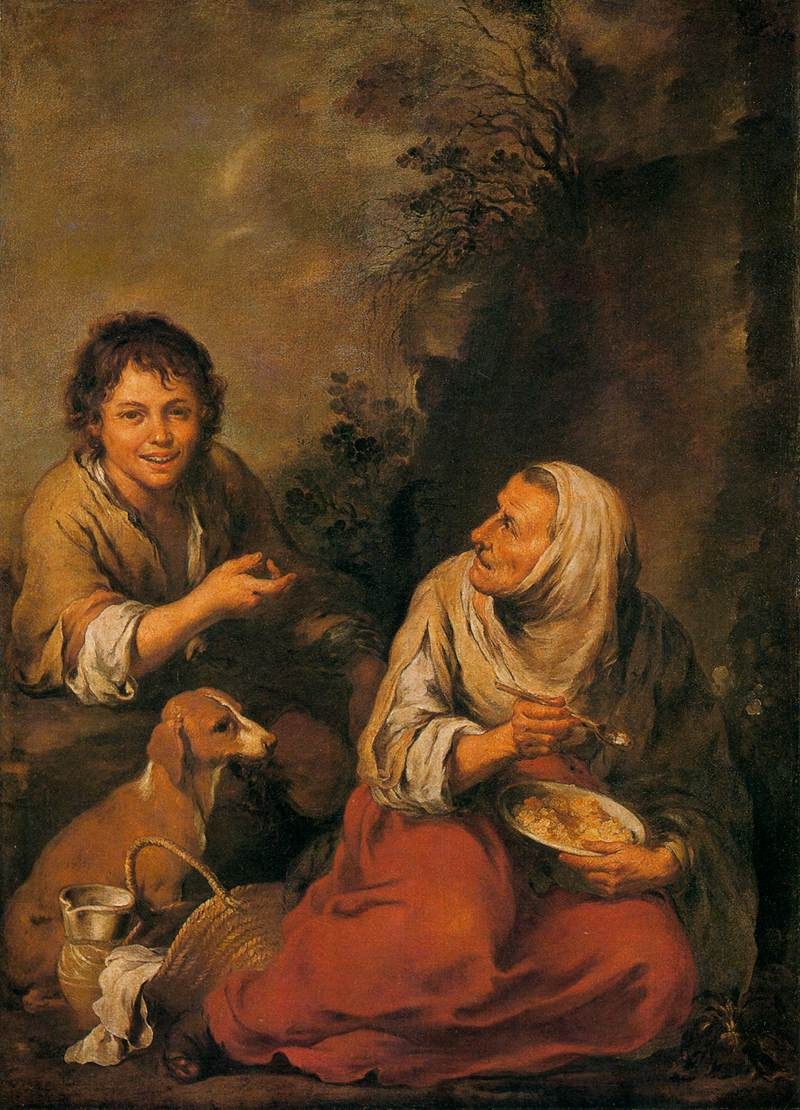
Картина «Стара ромка з дитиною» Бартоломе Естебана Мурільо (середина XVII століття).

У XVI—XVII століттях, особливо в останньому, було багато розпоряджень про обмеження пересування і поселення ромів. Найбільш радикальним заходом було його вигнання з Наваррського королівства, зроблене в 1628 році. Все це було частиною боротьби з так званою «суспільною чумою бродяжництва», яка також мала місце в інших місцях Європи, де проживали ромські громади, яких називали різними способами (цигани, ґітани, єгиптяни, богеми тощо) і класифікувалися як «расові волоцюги», а їх членів звинувачували у «полюванні на чужу власність», у «ледарюванні», у порушенні християнських заповідей шляхом укладення шлюбів між собі подібними, до чого слід додати звинувачення у чаклунстві, канібалізмі і викрадення дітей. Однак необхідно було б розрізняти мандрівних циган, яких відкидали та переслідували — їхній «кочовий» спосіб життя вважався передкримінальним, — і осілих циган, «толерантно ставилися, навіть якщо їхнє визнання завжди було хитким і залежало від непередбачуваного свавілля». Справді, були випадки «міжетнічного» співіснування в деяких місцевостях, особливо в Андалусії, де в XVII столітті.
Щоб покласти край «бродяжництву» ромів, наказ від 1717 року нового короля Бурбонів Філіпа V примусив їх проживати в сорок одному муніципалітеті (шість із них в Андалусії: Кордова, Хаен, Убеда, Антекера, Ронда та Алькала-ла-Реаль, що мало парадоксальний ефект, оскільки змусило ромів, які жили в інших місцях, не включених до списку, і тому вже вкоренилися, покинути їх. «Всупереч поширеній думці, попередні закони не були настільки неефективними. Було багато осілих ромів, особливо на півдні, які тривалий час без проблем жили разом і працювали в необхідних професіях, таких як ковалі, олійники, навіть пекарі або теслі і, звичайно, альбейтери (цілителі тварин)». З цієї причини через роки циганам дозволили залишатися в тих місцях, де вони проживали більше десяти років, що не завжди було легко засвідчити. У 1745 році разом з маркізом Енсенада в уряді було схвалено, що ромам, які були виявлені за межами сорока одного муніципалітету, в якому вони були змушені жити, «законно наводити на них зброю і забирати життя» — до того часу смертна кара застосовувалася лише до ромів, до тих «акуадрильядо», які носили вогнепальну зброю.
Насправді Філіп V обмежився продовженням антиромської політики, яку застосовували попередні монархи Австрійського дому. Думка про те, що роми являють собою «тіло, яке закріпилося в іспанському суспільстві», було виявлено в консультації, виданій у 1723 році Радою циган, створеною Філіпом V для вирішення цієї проблеми. За словами Антоніо Домінгеса Ортіса, консультація описувала циган «як люди, несприйнятливі до будь-яких релігійних ідей і практик, як публічні злодії і розбійники на дорогах; їхні жінки заходили в села, одні під приводом жебрацтва, інші під приводом того, що смужки на їхніх руках приносять удачу, щоб шахраювати і красти; їхня статева мораль була на нулі: старі жінки здружувалися і обманом забирали дівчат з батьківських домівок, забираючи їх в банди, де багато хто пристосовувався до їхнього розгульного життя. Вони заходили до храмів лише для того, щоб осквернити їх і застрахувати їхню огорожу, щоб насолоджуватися доходами від крадіжки».

## План винищення ромів

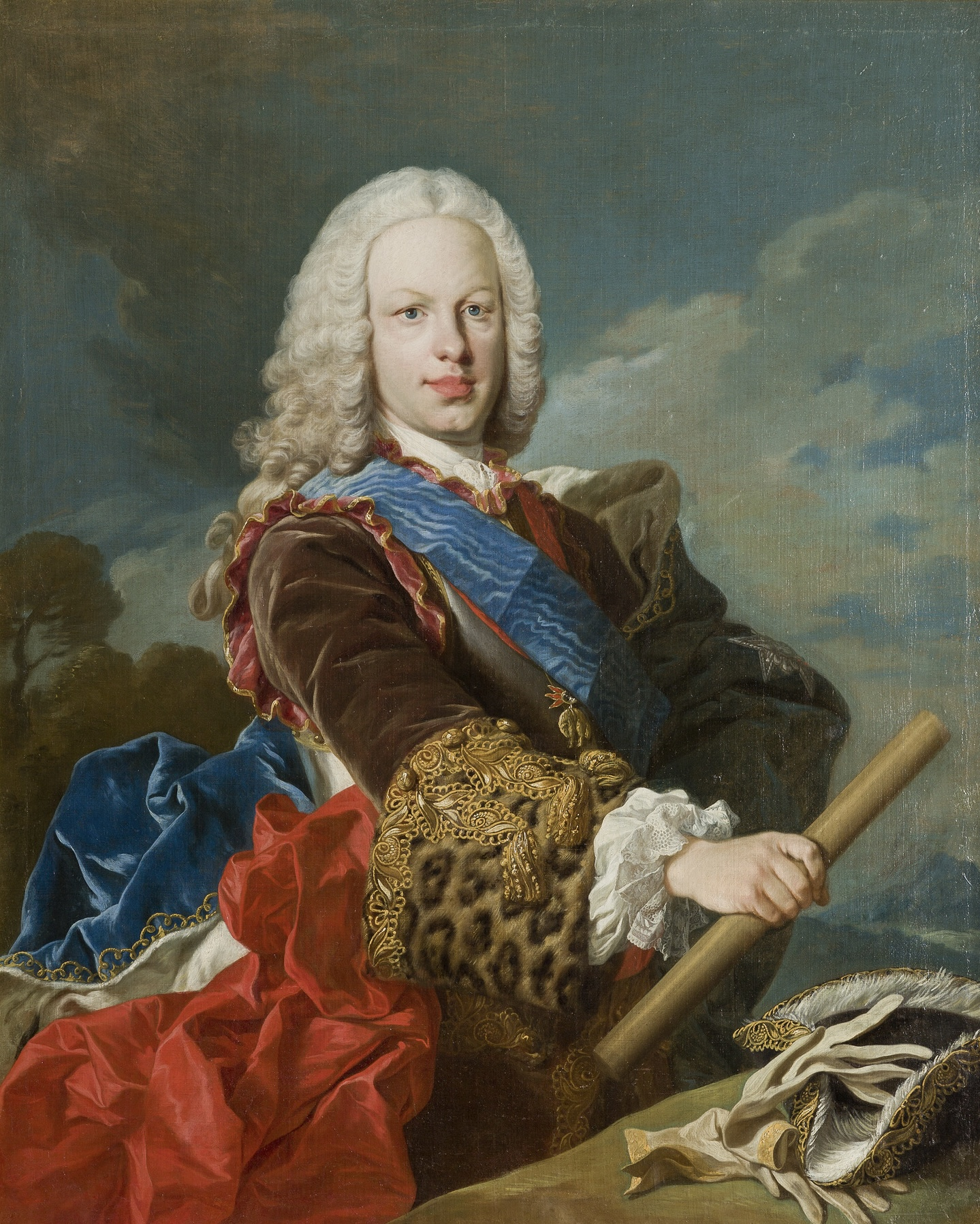
Фердинанд VI, за правління якого відбувся Великий набіг.

Ідея маркіза де ла Енсенада про те, що єдиним вирішенням циганської проблеми є вигнання, наштовхнулася на перешкоду: священний притулок, в якому цигани ховалися в церквах, коли їх збиралися заарештувати. Тому він звернувся до свого доброго друга кардинала Валенті, нунція в Іспанії, якому вдалося домогтися від Папи Бенедикта XIV дозволу на вилучення святині за певних умов у квітні 1748 року. Одразу ж Кастильський собор, за пропозицією Енсенади, погодився на масові арешти циган, щоб «вивезти їх з Іспанії і відправити в невеликій кількості в провінції Америки, де їм дадуть щось корисне для роботи на справжніх фабриках і шахтах». Щоб отримати дозвіл короля Фердинанда VI, президент Ради Гаспар Бласкес Таблада переміг у справі вигнання маркіза де ла Енсенада, використовували такий аргумент:
Я завжди вважав помилкою суверенітету, особливо такого святого, справедливого і побожного короля, як той, якого Бог дарував нам, іспанцям, в даний час, не помічати або терпіти, що серед його вірних і католицьких васалів залишаються ті, кого вони називають циганами, люди, які живуть грабунками, святотатством та іншими злочинами, кожен з яких заслуговує на суворе покарання; І хоча ці люди живуть в Іспанії віддавна, вони не змогли за допомогою правосуддя і неодноразових наказів королів викорінити таке погане і шкідливе насіння.
Однак, дізнавшись про невдачу сусіднього Королівства Португалії у своєму проєкті вигнання своїх «циган», викорінення ромів шляхом відправки їх до Америки було виключено, а їхнє «біологічне винищення» було обрано шляхом загального ув'язнення. Щоб отримати схвалення Фернандо VI, Енсенада заручився підтримкою сповідника короля, єзуїта Франсіско Раваго, який використав аргумент, що Бог був би щасливий, «якби королю вдалося знищити цих людей».
Отримавши схвалення короля, Енсенада розпочав велику, ретельно підготовлену операцію, про що свідчить документ, який маркіз передав королю. Для досягнення мети винищення ромів, говорилося в газеті, «необхідно знати, в яких селах вони знаходяться і в якій кількості. Ув'язнення повинно відбутися в той же день і в той же час. Заздалегідь повинні бути визначені точки відступу, щоб там можна було розмістити війська. Офіцери, які командують загонами, повинні бути обрані з огляду на їхню довіру і скритність, що є запорукою успіху і гарантією того, що цигани не помстяться бідним землякам». У преамбулі інструкцій, наданих місцевій владі, вони були проінформовані, що «бажаної католицької мети Вашої Величності не досягнуто, всі розпорядження і накази, які були віддані для стримування неясного і шкідливого народу, що заражає Іспанію ромами, продовжують виконувати у своїх потворних злочинах і порушенні спокою країни. Оскільки для лікування такої серйозної хвороби потрібні ліки, то єдиний засіб — це негайне їх знищення».

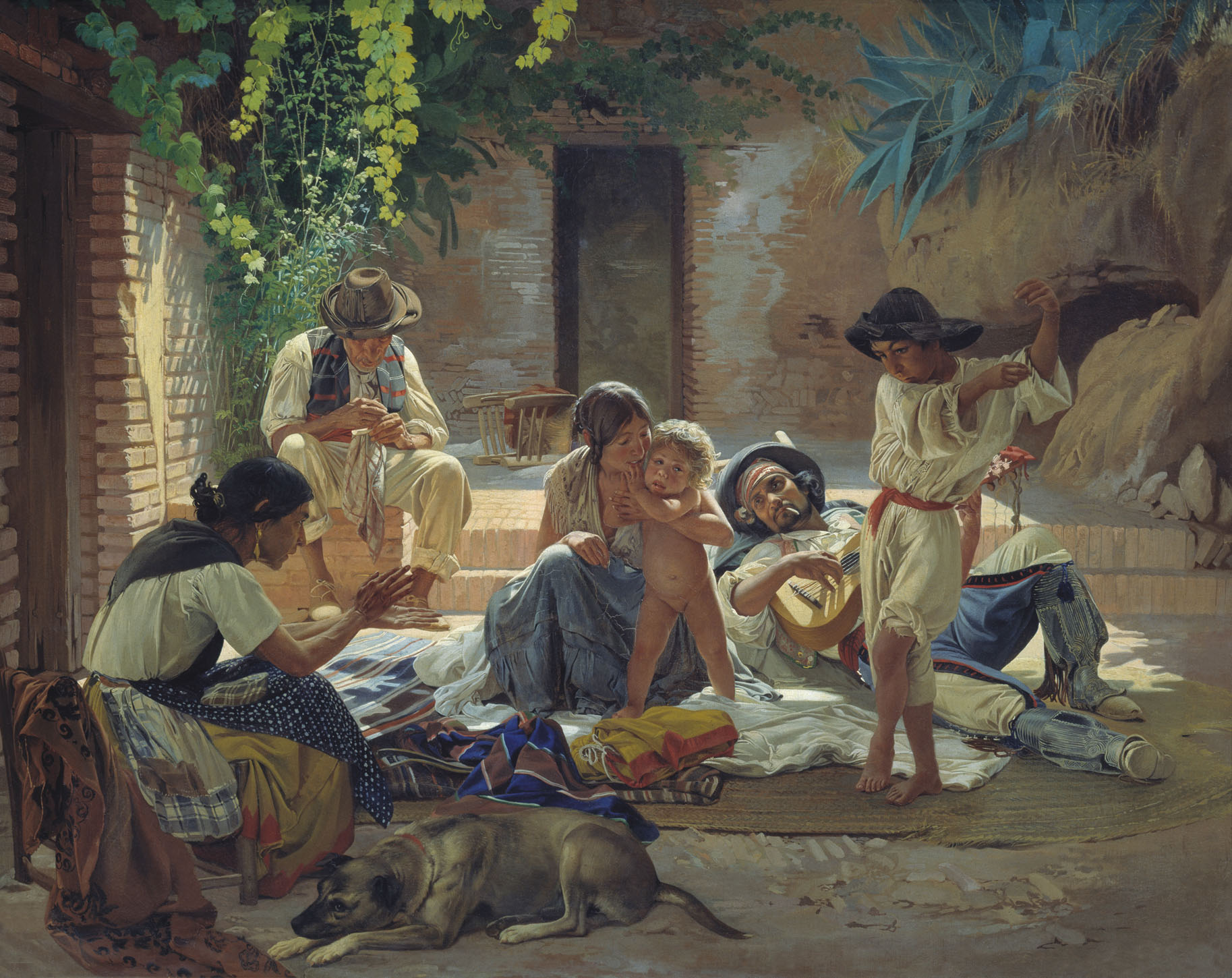
Картина російського художника Євграфа Сорокіна із зображенням іспанської циганської родини (1853). Він відповідає циганському стереотипу, сформованому романтизмом у ХІХ столітті.

Організація велася таємно, в межах військового відомства. Ця абсолютистська державна установа підготувала дуже докладні інструкції для кожного міста, які мав передати магістрату армійський офіцер, посланий для цієї мети. Було наказано відкрити ці інструкції в певний день у присутності корехідора та офіцера, щоб досягти одночасності операції. Для кожного офіцера, який мав керувати військами, що мали здійснити арешт, також були підготовлені конкретні інструкції. Ні офіцер, ні солдати до останнього моменту не знали мети своєї місії. Обидва накази були вкладені в конверт, до якого додавалася копія декрету нунція та інструкції для єпископів кожної дієцезії. Ці конверти були надіслані генерал-капітанам, які були попередньо поінформовані, і які вибирали війська відповідно до міста, до якого вони мали йти.
Інструкцією передбачалося, що після відкриття конвертів відбудеться коротка координаційна нарада армії та місцевих правоохоронних органів (шерифів тощо). Відомо, що в Кармоні, наприклад, вивчалася операція на плані міста, перерізаючи вулиці, щоб запобігти можливій втечі. Після арештів дані затриманих звірили з даними міського перепису, а затриманих допитали про місцеперебування відсутніх, яких через кілька днів заарештували за ордером.
Після арешту ромів розділити на дві групи: в одну — всіх чоловіків старше семи років, а в іншу — жінок і дітей до семи років. Далі, за планом, першого відправляли на каторжні роботи в арсенали ВМФ, а другого розміщували в тюрмах або на заводах. Вибрані арсенали були в Картахені, Кадісі та Ферролі, а пізніше шахти Альмадена, Кадіса та Аліканте серед інших, а також деякі пенітенціарні установи в Північній Африці. Для жінок і дітей були обрані міста Малага, Валенсія і Сарагоса. Жінки використовувалися як ткалі, а діти — на фабриках, тоді як чоловіки будуть зайняті в арсеналах, які потребуватимуть інтенсивної реформи для модернізації іспанського флоту, оскільки галери були скасовані в 1748 році.
Передача мала бути негайною і не припинялася до досягнення місця призначення, залишаючи всіх хворих під військовим наглядом, поки вони одужають, щоб не затримувати групу. Операція фінансуватиметься за рахунок активів затриманих, які будуть негайно конфісковані та продані на аукціон для оплати утримання під час переміщення, оренди візків і човнів для подорожі та будь-яких інших витрат, які можуть виникнути. Інструкція, дуже акуратна в цьому сенсі, передбачала, що — якщо цих грошей буде недостатньо — король сам понесе витрати.

## Виконання плану
Воєначальники, магістрати та місцеві суди відкрили аркуші з інструкціями 30 липня 1749 р., виконуючи отримані накази зробити це «ні до, ні після». «Після того, як були сформовані групи з інструкціями та списками людей, з якими потрібно було мати справу, операція розпочалася опівночі 30 липня 1749 року, коли всіх циган схопили і вивели з їхніх домівок, а потім розділили за статтю і відвезли в заплановані місця ув'язнення до подальших вказівок. В Андалусії чоловіків відправили до Ла-Каррака, а жінок — до Алькасаби в Малазі». За словами Мануеля Анхеля Ріо Руїса, це був початок того, що буде відомо як «Великий рейд», проєкт «культурного розпаду та винищення». Проєкт геноциду, за словами Хосе Луїса Гомеса Урданьєса.

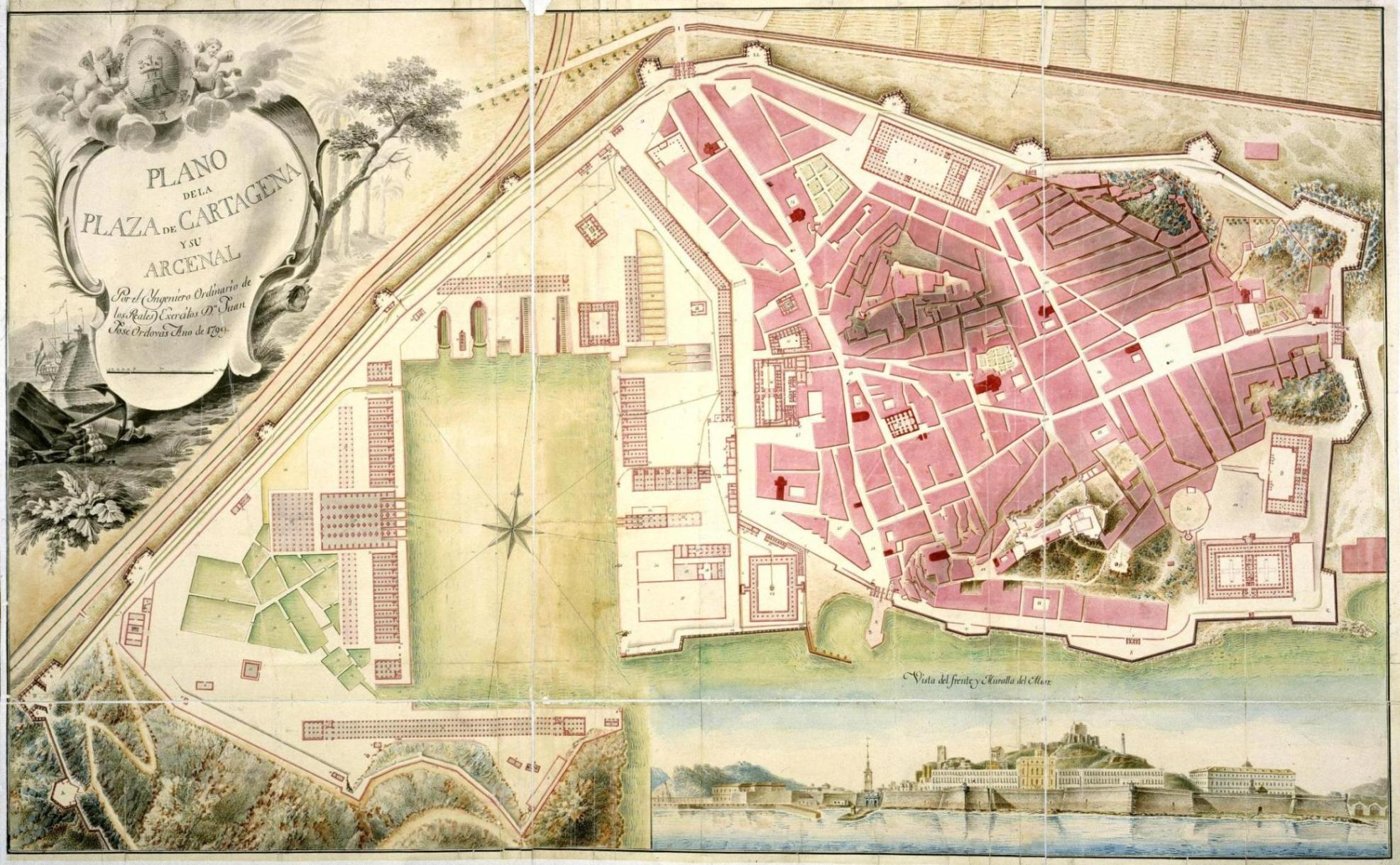
План міста Картахена (праворуч) та його арсеналу (ліворуч) 1799 року. Це було одне з місць для циганських чоловіків і дітей старше семи років.

31 липня та в наступні дні близько 9000 ромів різного віку були вивезені зі своїх домівок або поселень — більше половини в Андалусії — додавши до приблизно 3000, які вже були у в'язниці. Загалом, вони чинили опір лише тоді, коли сім'ї були розділені: жінки, дівчата та хлопчики до семи років, з одного боку; чоловіки та діти старше семи років з іншого. Найбільш серйозні інциденти відбувалися в церквах, коли роми намагалися знайти притулок у священному притулку, як вони це робили в інших випадках, не знаючи, що Папа скасував це право. Іноді влада мала труднощі з визначенням того, чи була та чи інша особа «ромом», наражаючись на свавілля, наприклад, вважаючи «ромами» «тих, хто займається ковальським і слюсарним ремеслом», як це сталося з майстром-слюсарем з Аркоса-де-ла-Фронтера як у випадку з кувалем із Будялансе, хоча зрештою місцевий суд засвідчив, що він був «старим християнином із доброї родини». Активи ромів — ті, які вдалося знайти — були виставлені на аукціон для покриття операції, хоча їх було недостатньо, і довелося використовувати кошти з Королівської скарбниці.
«На півдні цигани мали багато прихильників. Одні знаходили захист у мера або знатних людей свого села, навіть у священика; інші платили нотаріусу, щоб той написав петицію до короля з проханням втрутитися проти несправедливості. Багато хто навіть переховувався в будинках шляхтичів, інші прикидалися блазнями, деякі діти переодягалися дівчатками, щоб не бути розлученими з матерями». У Севільї, де, як відомо, дев'яносто депортованих працювали на тютюновій фабриці, стан тривоги був створений, коли міські ворота наказали зачинити, а мешканці дізналися, що місто оточила армія. Облава на ромів призвела до заворушень, внаслідок яких вбито щонайменше трьох втікачів. В інших місцях роми самі добровільно з'являлися до корехідорів, можливо, вважаючи, що ті прийшли вирішити якесь питання, пов'язане з їхнім нещодавнім переселенням.
Для підрахунку наслідків заходу, прийнятого в 1749 році, використовувалися різні цифри. Аналіз існуючих документів до 4 жовтня того року дає цифру 7760 захоплених ромів, до якої слід додати всіх померлих, тих, кому вдалося втекти, і тих, хто був звільнений до того, як їх порахували, а також всіх тих, хто був захоплений в містах, які не були включені в першу чергу — трохи більше тисячі ромів — таким чином, виходить цифра близько 9000 осіб, яка збігається з цифрою, наведеною Кампоманесом у свій час, ймовірно, тому, що він мав справу з тією ж документацією.

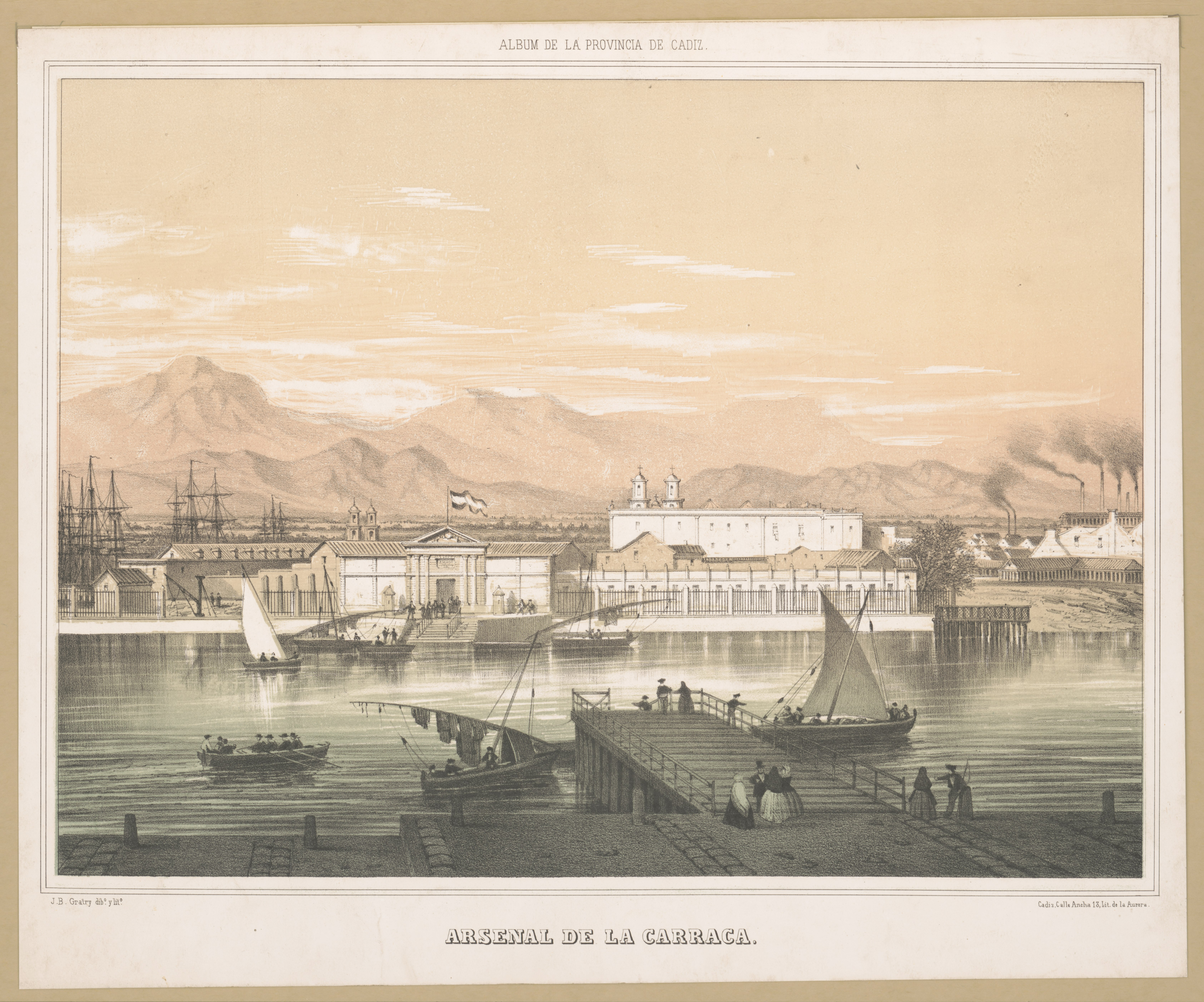
Арсенал Ла Каррака (Кадіс), куди вивезли кілька тисяч циганських чоловіків і дітей старше семи років.

Ретельна організація арештів контрастує з непередбачуваністю та хаосом, яким стали транспортування та розміщення, особливо на проміжних етапах поїздок. Ромів збирали в замках і цитаделях, і навіть кварталах в деяких містах спустошували й огороджували для розміщення депортованих (наприклад, у Малазі). Уже на місці призначення умови перенаселеності виявилися особливо жахливими, оскільки вони зазвичай включали використання кайданів. Масштаби проєкту виходили далеко за межі наявних на той час коштів, оскільки для його реалізації не вистачало необхідних економічних і людських ресурсів. Крім того, багато груп були створені імпровізовано, а мета не була чітко визначена, навіть незважаючи на те, що реєстри циган були неповними, що з самого початку викликало численні сумніви, оскільки не було відомо, чи слід діяти проти всіх ромів загалом, чи робити винятки для тих, хто мав статус старохристиян або укладав змішані шлюби. Рада Кастилії, завалена потоком запитань з усіх куточків півострова, повинна була вирішити, що робити з усім цим і що робити з тими, хто перебував в інших пенітенціарних установах — дилема, яку було вирішено, наказавши утримувати їх у в'язницях після відбуття покарання. Крім того, протести ромів, які вже багато років мали статус кастелянії або консолідованого району, призвели до звільнення тих, «хто до їхнього збору отримав виконавчі листи від Ради або інші офіційні декларації про те, що вони не вважаються такими», — захід, який зрештою поширився на решту родин тих, хто був причетний до цього, порушивши універсальний характер облави і відкривши новий процес, який зосередився на переосмисленні, спрямованому на зовсім інші припущення, ніж у початковому проєкті.
За документами, що збереглися, ставлення неромів було різним. Від колабораціонізму та доносу до прохання про милість у короля з боку «поважних» громадян (у випадку Севільї), що є зразком різного ступеня інтеграції ромського населення того часу.
У надісланих інструкціях не було жодної згадки про «циган»; це слово заборонили попередні прагматики під об'єднавчими ідеалами Просвітництва. Прагматики в основному описували їх діяльність. Це дозволило б деяким суддям наказати не турбувати певну сім'ю, оскільки вони живуть по сусідству та мають відоме ремесло. Так само не затримували ромських жінок, одружених з неромами (хоча були винятки), посилаючись на юрисдикцію чоловіка, що означало, що роми, одружені з неромками, будуть депортовані разом зі своїми дружинами та дітьми. Втікачів наказали повісити, хоча, схоже, місцева влада відмовилася виконати цей наказ, частково через рішення про перегляд справи, наведені нижче, частково через те, що вони вважали його невиправданим.

## Провал «Великого рейду»

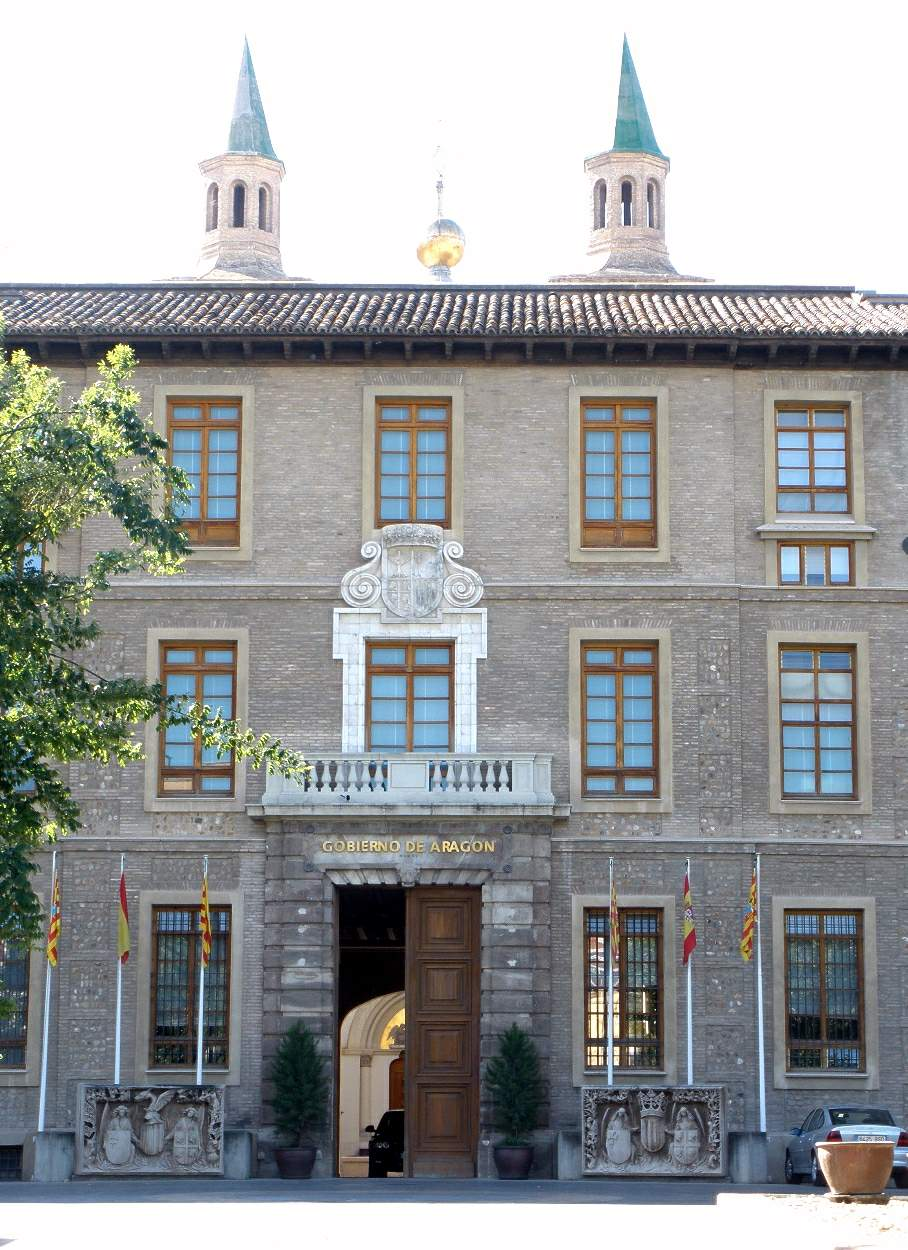
Будинок милосердя в Сарагосі, де утримувалися близько 650 циганок з дітьми, відправлений з Малаги, оскільки для них не було місця в їхній Алькасабі. Це було одне з місць, де протести в'язнів були найбільш помітними.

У середині серпня Енсенада нарікав, що «не всіх посадили». Крім того, він отримав новини про заворушення в арсеналах і про ромів, які втекли, тому він повторив свої вказівки, щоб «усюди просити і забезпечити ув'язнення тих, хто залишився», щоб отримати ув'язнення всіх «мешканців і бродяг ці Королівства, без винятку, статі, статусу чи віку». Йому також доводилося відповідати на скарги, які надходили до нього від управителів арсеналів і наглядачів будинків милосердя, які були вщент переповнені. Начальник арсеналу Картахени писав йому, що йому довелося прикувати шістсот ромів, яких йому прислали, до старих галер, і що для більшої кількості немає місця. Губернатор арсеналу Каррака писав йому так само, повідомляючи, що йому довелося розмістити тисячу прибулих на складах, і просив більше не надсилати ромів — він побоювався заколоту, який, зрештою, стався 7 вересня, — але, незважаючи на скарги, відправлення ромів продовжувалося. Французький консул у Кадісі поінформував свій уряд про те, що ситуація, яка склалася, є нестерпною. У Алькасабі Малаги було недостатньо місця для розміщення понад тисячі жінок з дітьми, яких відправили туди, тому частину з них — близько 650 — відвезли до Будинку милосердя в Сарагосі. Там вони не припиняли протестувати, рвали наданий їм одяг — «більшість були голі» -, ламали посуд і меблі та знущалися над тими, хто їх охороняв, у тому числі над наглядачем. Були також великі та неодноразові втечі, багато разів успішні. Крім того, порваним одягом вони заткнули вигрібні ями будинку.

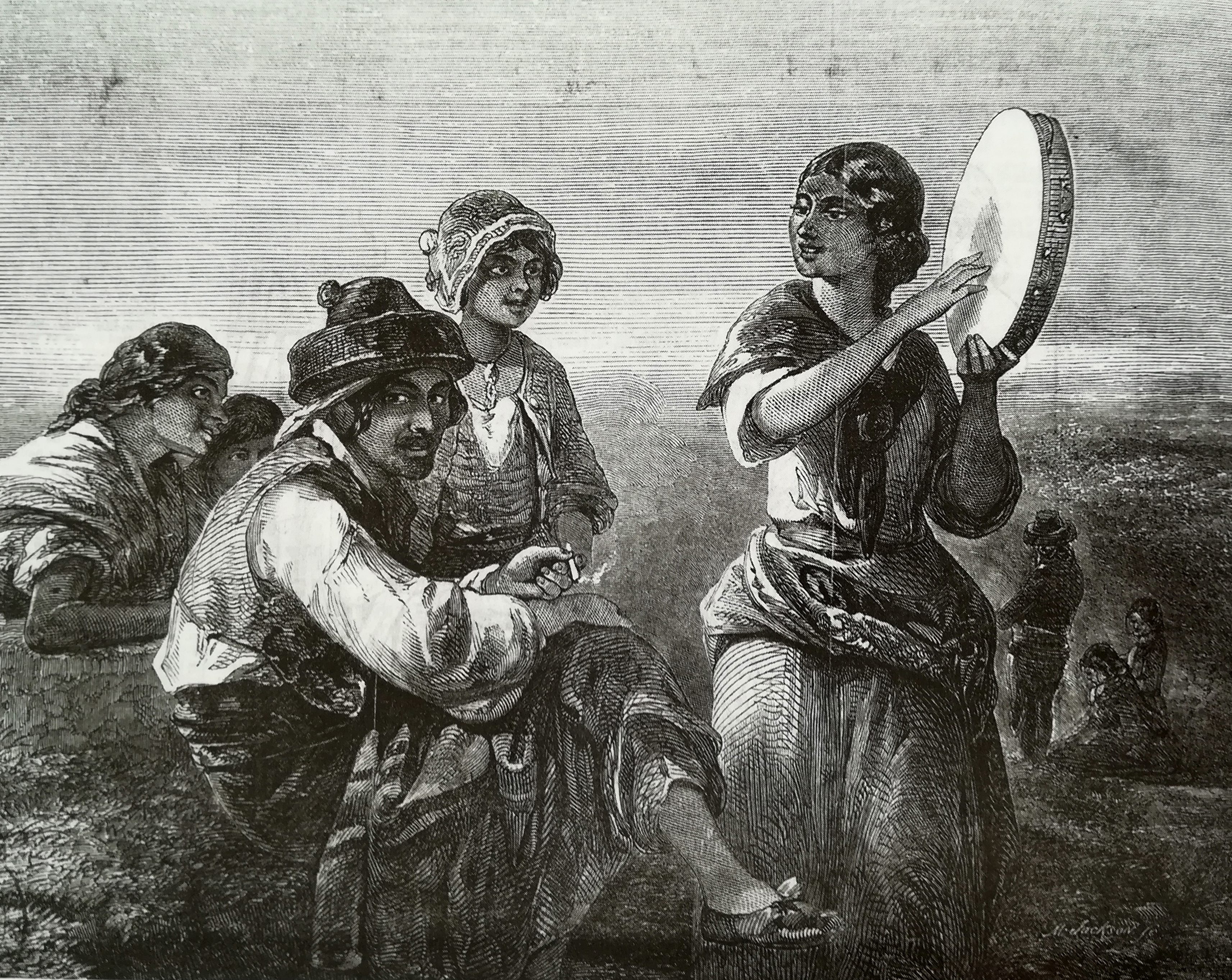
Гравюра із зображенням групи андалузьких ромів (1854). Він відповідає романтичному циганському стереотипу, сформованому в ХІХ столітті.

Щоб оцінити стан операції, хунта зібралася 7 вересня під наглядом королівського духівника Франсіско Раваго. На ній Енсенада заявив, що «не вистачає головного — дати їм напрямок, який дозволить запобігти великій шкоді і, якщо можливо, знищити це покоління» і приховав свою невдачу, в якій він звинуватив систему правосуддя, «нерозсудливим інтелектом» та «необґрунтованою концепцією виконавців», пропонуючи міру прощення. Отже, 27 жовтня видається Інструкція, в якій говориться, що «Його Величність з самого початку хотів лише зібрати згубних і недоброзичливих…», тому було наказано звільнити тих ромів, які могли продемонструвати «добрий» спосіб життя. Решту, відповідно до шостого розділу «Королівського наказу про ув'язнення циган», продовжували утримувати в арсеналах (чоловіки старше семи років, які вважалися корисними) і в будинках милосердя (жінки, дівчата і хлопці молодше семи років до досягнення ними віку, з якого їх відправляли в арсенали). Незважаючи на «доброякісну» інструкцію, маркіз Енсенада продовжував свій план, щоб уникнути «розмноження» «такої злої раси», обмежуючи вихід чоловіків працездатного віку та утримуючи жінок у благодійних установах. Насправді Інструкція містила новий випадок, до якого могла бути застосована смертна кара: «кожен, хто втече, без причини, буде безповоротно повішений».
Більшість звільнень у застосуванні нових інструкцій від жовтня 1749 року відбулася протягом наступних чотирьох тижнів, сповільнюючись до останнього в березні. «Тих, хто досяг цього, було небагато». Однак деякі органи влади, такі як мер Гранади, вимагали звільнення жінок і дітей, які все ще залишалися в їхньому місті, тому що, не маючи сім'ї та матеріальних засобів, вони не змогли «виправдати те, що було необхідно для їхньої свободи», і тому вони вже мали достатньо «покарання на майбутнє». Відомо, що в 1754 році, через п'ять років після рейду, у Валенсії було 470 жінок, а в Картахені — 281 чоловіків. .

## Помилування
Опір циган роботі в арсеналах — вони оголошували сидячі страйки, незважаючи на ризик бути закутими в кайдани, колодкованими або повішеними, їхні втечі, щоб приєднатися до своїх дружин і дітей, і насильницькі протести, особливо з боку ув'язнених циганок, змусили нового короля Карла III після того, як Енсенада був скинутий своїм попередником на престолі в 1754 році, затвердити помилування в 1763 році — «щось рідкісне за часів Старого режиму», — зазначає Хосе Луїс Гомес Гомес де Ґомес, — і деякі міністри почали ставити під сумнів політику, яка застосовувалася до цього часу, що призвело до Прагматичної санкції 1783 року.
Але складна абсолютистська адміністрація повинна була спочатку вирішити проблему їхнього переселення, що означало бюрократичну пробку ще на два роки, до розпачу ув'язнених ромів, які не припиняли вимагати свободи, і занепокоєння серед військових до такої міри, що король наказав прискорити розгляд справи і віддав наказ довести її до кінця. 6 липня 1765 року, через шістнадцять років після рейду, військово-морський міністр видав наказ про звільнення всіх в'язнів, який до середини місяця був виконаний по всьому королівству. У Картахенському арсеналі було звільнено загалом сімдесят п'ять ромів, дванадцять із яких прямували до Алькіри. Однак це були не останні, оскільки 16 березня 1767 року двоє ромів, які до того часу працювали майстрами на дорозі Гвадаррама, були звільнені. Коли в 1772 році було винесено на обговорення новий закон про ромів, у преамбулі було згадано набіг 1749 року. Карл III попросив вилучити цю згадку, оскільки «це мало шанує пам'ять мого брата», короля Фердинандо VII (мається на увазі Фердинандо VI).
Енсенада також був «помилуваний» Карлом III і зміг повернутися до суду, але в 1766 році його знову вислали, «цього разу до Медіни-дель-Кампо, за іронією долі, міста, де в 1499 році католицькі королі підписали перший прагматичний указ проти циган, який наказував відрізати їм вуха».